# Берріатуа
Берріатуа (баск. Berriatua (офіційна назва), ісп. Berriatúa) — муніципалітет в Іспанії, у складі автономної спільноти Країна Басків, у провінції Біская. Населення — 1309 осіб (2009).
Муніципалітет розташований на відстані близько 340 км на північ від Мадрида, 37 км на схід від Більбао.
На території муніципалітету розташовані такі населені пункти: (дані про населення за 2009 рік)
- Астерріка: 123 особи
- Магдалена: 96 осіб
- Мерельюді: 112 осіб
- Еррібера: 978 осіб

## Демографія
Динаміка населення (INE ):

## Галерея зображень

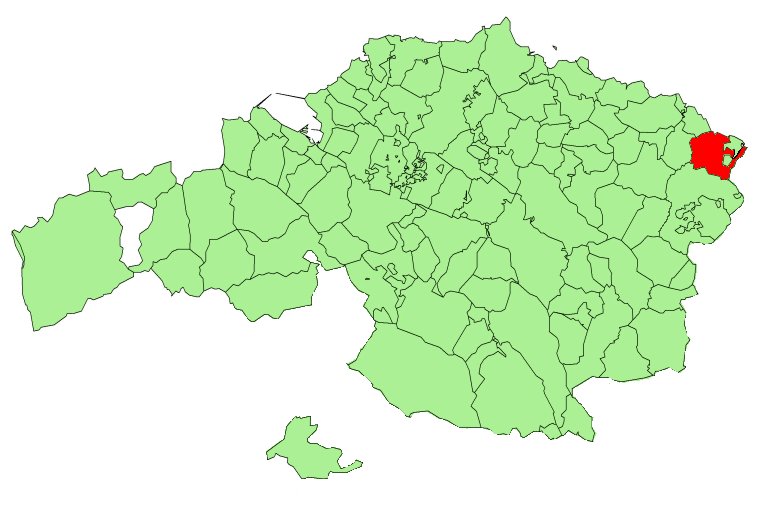
Розташування муніципалітету
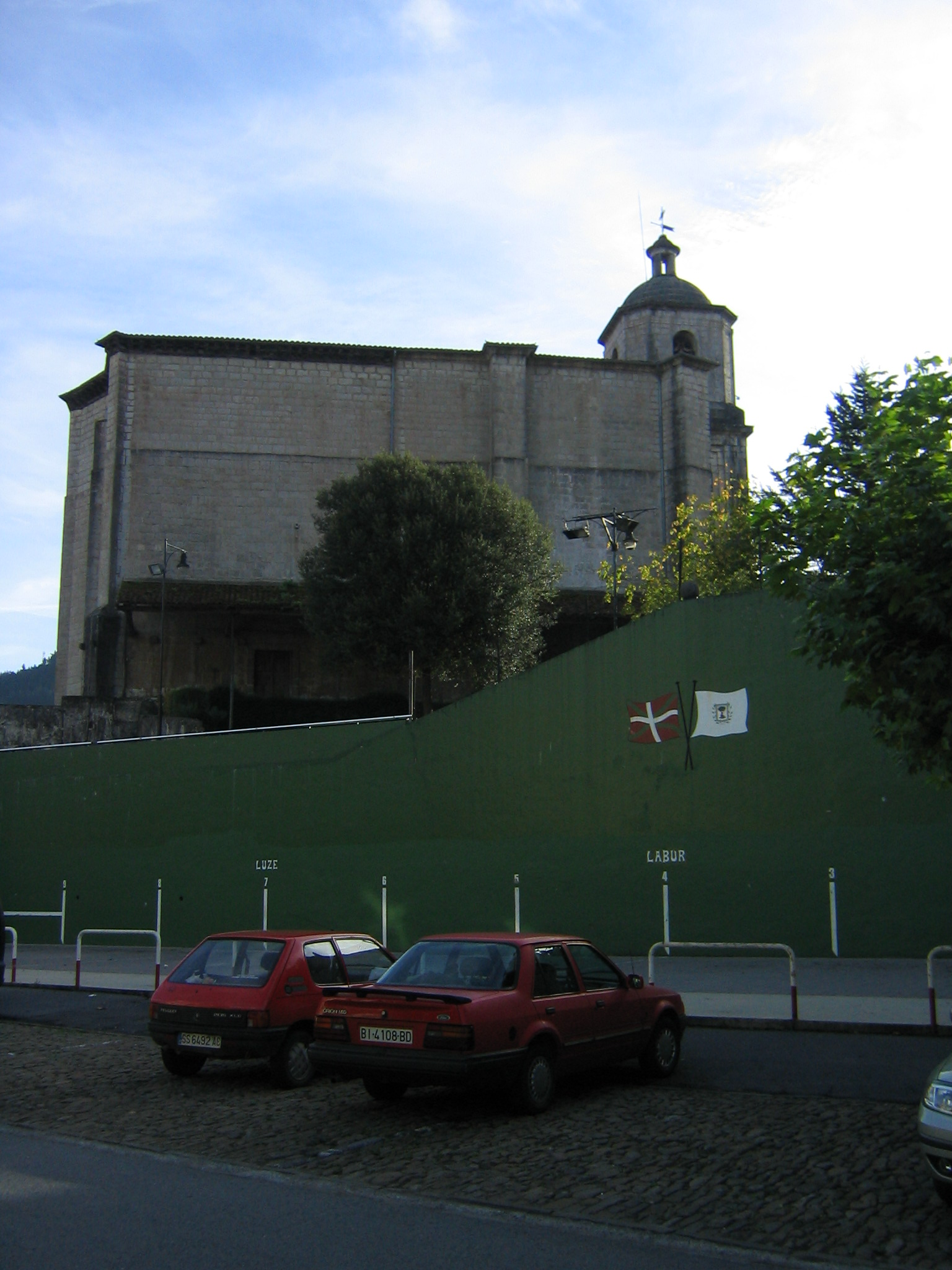
Церква Берріатуа
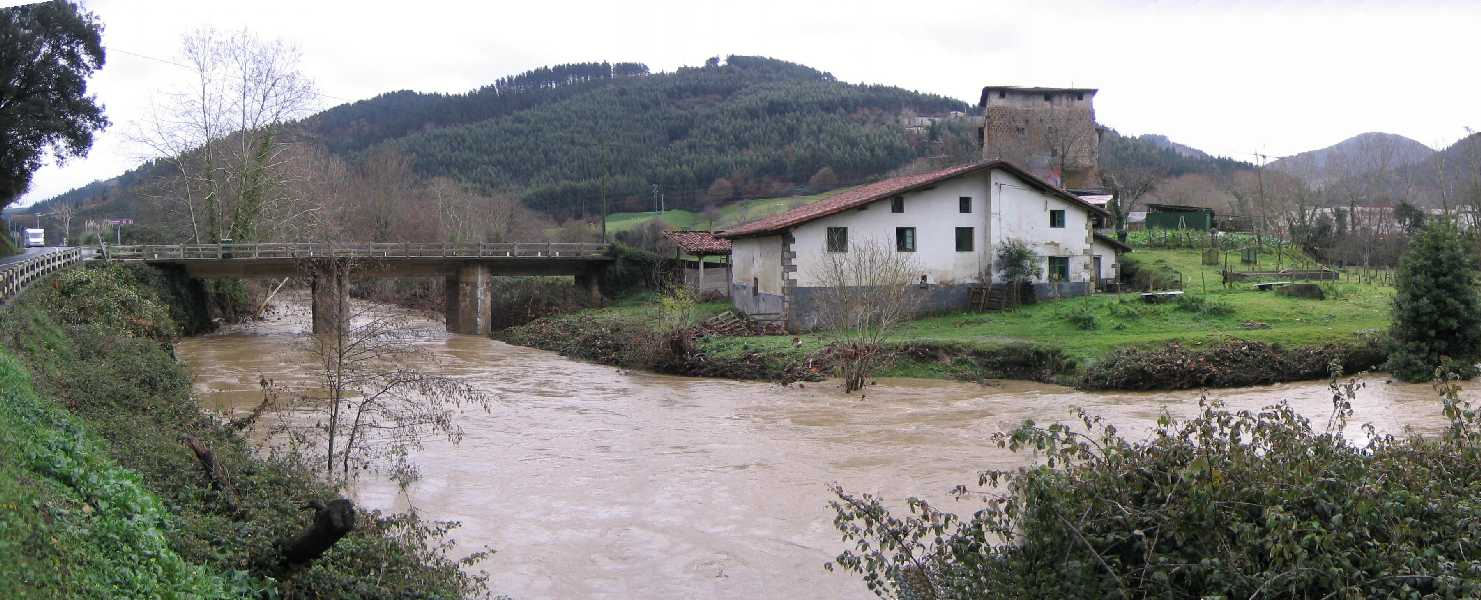
Річка Артібай